# Laurence Olivier Awards 2013
Die 37. Laurence Olivier Awards 2013 wurden am Sonntag, 28. April 2013 im Royal Opera House in London von der Society of London Theatre vergeben, um herausragende Theater- und Musicalproduktionen zu würdigen. Ausgezeichnet wurden Produktionen der Theatersaison 2012/2013. Die Preisverleihung wurde von Hugh Bonneville und Sheridan Smith moderiert, zum dritten Mal von Mastercard gesponsert und – mit Ken Bruce als Kommentator – von der BBC Radio 2 live im Radio übertragen. Außerdem erfolgte erstmals eine Übertragung der Highlights der Preisverleihung im Fernsehen.

## Hintergrund
Der Laurence Olivier Award (auch Olivier Award) ist ein seit 1976 jährlich vergebener britischer Theater- und Musicalpreis. Er gilt als höchste Auszeichnung im britischen Theater und ist vergleichbar mit dem Tony Award am amerikanischen Broadway. Verliehen wird die Auszeichnung von der Society of London Theatre. Ausgezeichnet werden herausragende Darsteller und Produktionen einer Theatersaison, die im Londoner West End zu sehen waren. Die Auszeichnungen hießen zunächst Society of West End Theatre Awards und wurden 1985 zu Ehren des renommierten britischen Schauspielers Laurence Olivier in Laurence Olivier Awards umbenannt. Die Nominierten und Gewinner der Laurence Olivier Awards „werden jedes Jahr von einer Gruppe angesehener Theaterfachleute, Theaterkoryphäen und Mitgliedern des Publikums ausgewählt, die wegen ihrer Leidenschaft für das Londoner Theater“ bekannt sind.

## Gastauftritte
Begleitet vom BBC Concert Orchestra erfolgten in diesem Jahr Gastauftritte von
- Michael Ball, mit dem Lied Love Changes Everything aus dem Musical Aspects of Love

- Tade Biesinger, mit dem Lied Electricity aus dem Musical Billy Elliot
- Petula Clarke, mit dem Lied With One Look aus dem Musical Sunset Boulevard
- Heather Headley, mit dem Lied I Will Always Love You aus dem Musical The Bodyguard
- Idina Menzel, mit dem Lied That’s How I Say Goodbye und Don’t Rain on My Parade
- Tim Minchin, mit dem Lied My House aus Matilda The Musical
- Matthew Morrison, mit einem Medley aus dem Musical West Side Story
- Sheridan Smith, mit dem Lied Diamonds Are a Girl’s Best Friend
- der Besetzung des Musicals Top Hat
- der Besetzung des Musicals Cabaret
- der Besetzung des Musicals A Chorus Line und
- der Besetzung des Musicals Cats

## Gewinner und Nominierte
Die Nominierten wurden am 26. März 2013 in 24 Kategorien bekannt gegeben.
| Bestes neues Theaterstück | Bestes neues Musical |
| --- | --- |
| - The Curious Incident of the Dog in the Night-Time von Simon Stephens, adaptiert von Mark Haddon – National Theatre Cottesloe / Apollo Theatre - The Audience von Peter Morgan – Gielgud Theatre - Constellations von Nick Payne – Duke of York’s Theatre - This House von James Graham – National Theatre Cottesloe / Olivier Theatre | - Top Hat – Aldwych Theatre - The Bodyguard – Adelphi Theatre - Loserville – Garrick Theatre - Soul Sister – Savoy Theatre |
| Beste Wiederaufnahme Theaterstück | Beste Wiederaufnahme Musical |
| - Long Day’s Journey into Night – Apollo Theatre - Macbeth – Trafalgar Studios - Old Times – Harold Pinter Theatre - Twelfth Night – Globe Theatre / Apollo Theatre | - Sweeney Todd – Adelphi Theatre - A Chorus Line – London Palladium - Cabaret – Savoy Theatre - Kiss Me, Kate – Old Vic Theatre |
| Bestes Entertainment | |
| - Goodnight Mister Tom – Phoenix Theatre - Cinderella: A Fairytale – St James Theatre - Hänsel and Gretel – National Theatre Cottesloe - Room on the Broom – Lyric Theatre | |
| Bester Darsteller Theaterstück | Beste Darstellerin Theaterstück |
| - Luke Treadaway als Christopher Boone in The Curious Incident of the Dog in the Night-Time – National Theatre Cottesloe / Apollo Theatre - Rupert Everett als Oscar Wilde in The Judas Kiss – Hampstead Theatre / Duke of York’s Theatre - James McAvoy als Macbeth in Macbeth – Trafalgar Studios - Mark Rylance als Olivia in Twelfth Night – Globe Theatre / Apollo Theatre - Rafe Spall als Roland in Constellations – Duke of York’s Theatre | - Helen Mirren als Queen Elizabeth II in The Audience – Gielgud Theatre - Hattie Morahan als Nora Helmer in A Doll’s House – Young Vic Theatre - Billie Piper als Connie in The Effect – National Theatre Cottesloe - Kristin Scott Thomas als Anna und Kate in Old Times – Harold Pinter Theatre |
| Bester Darsteller Musical | Beste Darstellerin Musical |
| - Michael Ball als Sweeney Todd in Sweeney Todd – Adelphi Theatre - Alex Bourne als Fred Graham in Kiss Me, Kate – Old Vic Theatre - Tom Chambers als Jerry in Top Hat – Aldwych Theatre - Will Young als The Master of Ceremonies in Cabaret – Savoy Theatre | - Imelda Staunton als Mrs. Lovett in Sweeney Todd – Adelphi Theatre - Heather Headley als Rachel Marron in The Bodyguard – Adelphi Theatre - Summer Strallen als Dale Tremont in Top Hat – Aldwych Theatre - Hannah Waddingham als Lilli Vanessi/Kate Minola in Kiss Me, Kate – Old Vic Theatre |
| Bester Nebendarsteller Theaterstück | Beste Nebendarstellerin Theaterstück |
| - Richard McCabe als Harold Wilson in The Audience – Gielgud Theatre - Paul Chahidi als Maria in Twelfth Night – Globe Theatre / Apollo Theatre - Adrian Scarborough als Jurgen Tesman in Hedda Gabler – Old Vic Theatre - Kyle Soller als Edmund in Long Day’s Journey into Night – Apollo Theatre | - Nicola Walker als Judy in The Curious Incident of the Dog in the Night-Time – National Theatre Cottesloe / Apollo Theatre - Janie Dee als Miranda in NSFW – Royal Court Theatre - Anastasia Hille als Dr. Lorna in The Effect – National Theatre Cottesloe - Cush Jumbo als Mark Antony in Julius Caesar – Donmar Warehouse - Helen McCrory als Libby in The Last of the Haussmans – National Theatre Lyttelton |
| Beste Leistung in einer Nebenrolle Musical | |
| - Leigh Zimmerman als Sheila in A Chorus Line – London Palladium - Adam Garcia als Bill Calhoun in Kiss Me, Kate – Old Vic Theatre - Debbie Kurup als Nicki Marron in The Bodyguard – Adelphi Theatre - Siân Phillips als Fraulein Schneider in Cabaret – Savoy Theatre | |
| Bester Regisseur / Beste Regisseurin | Bester Choreograph / Beste Choreographin |
| - Marianne Elliott für The Curious Incident of the Dog in the Night-Time – National Theatre Cottesloe / Apollo Theatre - Stephen Daldry für The Audience – Gielgud Theatre - Jeremy Herrin für This House – National Theatre Cottesloe / Olivier Theatre - Simon McBurney für The Master and Margarita – Barbican Centre | - Bill Deamer für Top Hat – Aldwych Theatre - Scott Ambler für Chariots of Fire – Hampstead Theatre/Gielgud Theatre - Scott Graham und Steven Hoggett für The Curious Incident of the Dog in the Night-Time – National Theatre Cottesloe / Apollo Theatre - Stephen Mear für Kiss Me, Kate – Old Vic Theatre |
| Bester Bühnenbildner / Beste Bühnenbildnerin | Bester Kostümdesigner / Beste Kostümdesignerin |
| - Bunny Christie und Finn Ross für The Curious Incident of the Dog in the Night-Time – National Theatre Cottesloe / Apollo Theatre - Hildegard Bechtler für Top Hat – Aldwych Theatre - Miriam Buether und Wang Gongxin für Wild Swans – Young Vic Theatre - Tim Hatley für The Bodyguard – Adelphi Theatre | - Jon Morrell für Top Hat – Aldwych Theatre - Bob Crowley für The Audience – Gielgud Theatre - Jenny Tiramani für Twelfth Night – Globe Theatre / Apollo Theatre - Anthony Ward für Sweeney Todd – Adelphi Theatre |
| Bester Lichtdesigner / Beste Lichtdesignerin | Bester Sounddesigner / Beste Sounddesignerin |
| - Paule Constable für The Curious Incident of the Dog in the Night-Time – National Theatre Cottesloe / Apollo Theatre - Paul Anderson für The Master and Margarita – Barbican Centre - Lee Curran für Constellations – Duke of York’s Theatre - Mark Henderson für Sweeney Todd – Adelphi Theatre | - Ian Dickinson und Adrian Sutton für The Curious Incident of the Dog in the Night-Time – National Theatre Cottesloe / Apollo Theatre - Paul Groothuis für Sweeney Todd – Adelphi Theatre - David McSeveney und Simon Slater für Constellations – Duke of York’s Theatre - Gareth Owen für Top Hat – Aldwych Theatre                                                                                              |
| Herausragende Leistungen Ballett | Beste neue Ballettproduktion |
| - Marianela Núñez für Aeternum, Diana and Actaeon and Viscera – Royal Ballet, Royal Opera House - Lez Brotherston für die Kostüme und das Bühnenbild von Sleeping Beauty, New Adventures – Sadler’s Wells Theatre - Die Ballettkompagnie ILL-Abilities in Breakin’ Convention – Sadler’s Wells Theatre | - Aeternum, Royal Ballet – Royal Opera House - Cacti, Nederlands Dans Theater 2 – Sadler’s Wells Theatre - A Streetcar Named Desire, Scottish Ballet – Sadler’s Wells Theatre |
| Herausragende Leistungen Oper | Beste neue Opernproduktion |
| - Bryan Hymel in Les Troyens, Robert le diable und Rusalka – Royal Opera House - Edward Gardner als Dirigent von Billy Budd und The Flying Dutchman – London Coliseum - Ghost Patrol und In the Locked Room, Music Theatre Wales / Scottish Opera – Linbury Studio, Royal Opera House - Die Bühnenmanager, English National Opera – London Coliseum / Royal Opera House                                                                            | - Einstein on the Beach – Barbican Centre - Billy Budd, English National Opera – London Coliseum - Caligula, English National Opera – London Coliseum - La traviata, English National Opera – London Coliseum |
| Herausragende Theaterleistungen | |
| - Die Theatersaison mit neuen Stücken – Jerwood Theatre Upstairs, Royal Court Theatre - Kate Bond und Morgan Lloyd für die Ausarbeitung von You Me Bum Bum Train – Theatre Royal Stratford East - Caroline Horton für ihr Theaterstück You’re Not Like the Other Girls Chrissy – Bush Theatre - Red Velvet – Tricycle Theatre | |
| Zuschauerpreis für die beliebteste Show | |
| - Billy Elliot - Matilda - The Phantom of the Opera - Wicked | |

## Sonderpreise
| Kategorie                         | Preisträger                 |
| --------------------------------- | --------------------------- |
| Sonderpreis der Society of London | Michael Frayn Gillian Lynne |

## Statistik

### Mehrfache Nominierungen
- 8 Nominierungen: The Curious Incident of the Dog in the Night-Time
- 7 Nominierungen: Top Hat
- 6 Nominierungen: Sweeney Todd
- 5 Nominierungen: The Audience und Kiss Me, Kate
- 4 Nominierungen: The Bodyguard, Constellations und Twelfth Night
- 3 Nominierungen: Cabaret
- 2 Nominierungen: Apollo/Aeternum/24 Preludes, Billy Budd, A Chorus Line, The Effect, Long Day’s Journey into Night, Macbeth, The Master and Margarita, Old Times und This House

### Mehrfache Gewinne
- 7 Gewinne: The Curious Incident of the Dog in the Night-Time
- 3 Gewinne: Sweeney Todd und Top Hat
- 2 Gewinne: Apollo/Aeternum/24 Preludes und The Audience